# Blankenheim (Renania Settentrionale-Vestfalia)
Blankenheim è un comune di 8 337 abitanti della Renania Settentrionale-Vestfalia, in Germania.
Appartiene al distretto governativo (Regierungsbezirk) di Colonia ed è capoluogo del circondario (Kreis) omonimo (targa EU).